# Slag bij Oak Grove
De Slag bij Oak Grove vond plaats op 25 juni 1862 in Henrico County, Virginia tijdens de Amerikaanse Burgeroorlog. Deze slag is ook bekend als de Slag bij French's Field of de Slag bij King’s School House en maakt deel uit van de Schiereiland-veldtocht. Generaal-majoor George B. McClellan paste zijn slaglinie aan zodat zijn artillerie Richmond zou kunnen beschieten. Twee divisies van het III Corps vielen de vijandelijke stellingen aan over de White Oak Swamp. Ze werden teruggedrongen door generaal-majoor Benjamin Hugers divisie. McClellan, 5 km verwijderd van het slagveld in de achterhoede, telegrafeerde dat de aanval moest worden afgeblazen. Enkele uren later werd de aanval toch opnieuw ingezet. Het invallen van de duisternis riep een halt toe aan de gevechten. Noordelijke eenheden hadden 600 meter terrein veroverd ten koste van meer dan duizend slachtoffers aan beide zijden.

## Achtergrond
Na de patstelling na de Slag bij Seven Pines op 31 mei en 1 juni 1862 deed McClellans leger niets. De nieuwe bevelhebber van het Army of Northern Virginia, Robert E. Lee gebruikte de volgende drie-en-een-halve weken om zijn leger te herorganiseren. Hij versterkte de defensieve linie rond Richmond en plande zelf een offensief tegen McClellans grotere leger. Tegen het einde van juni ontving McClellan berichten dat Lee klaar was met zijn voorbereidingen en dat Thomas Jackson verwacht werd uit de Shenandoahvallei.
McClellan besliste hierop om zelf het offensief te heropenen voor Lee begon. Hij stuurde cavaleriepatrouilles naar de mogelijke marsroutes van Jackson. Hij wilde ook zijn artillerie ongeveer 2 km dichter bij Richmond brengen om de stad gemakkelijker te kunnen beschieten. Hij koos de heuvels langs de Nine Mile Road uit om zijn artillerie op te stellen. Ter voorbereiding plande hij een aanval op Oak Grove ten zuiden van Old Tavern en de Richmond and York spoorweg. Oak Grove was de site waar generaal-majoor Daniel H. Hill tijdens de Slag bij Seven Pines aangevallen had. Sindsdien hadden er regelmatig schermutselingen plaatsgevonden.
De aanval in westelijke richting zou langs de as van de Williamsburg Road gaan in de richting van Richmond. Tussen de twee legers lag een klein maar dicht begroeid bos van 1.200 m breed. Dit bos werd doorsneden door White Oak Swamp. Twee divisies (onder leiding van brigadegeneraals Joseph Hooker en Philip Kearny) van het III Corps zouden de aanval uitvoeren. Tegenover hen stond de divisie van generaal-majoor Benjamin Huger.

## De slag
Op 25 juni op 08.30u trokken drie Noordelijke brigades in een ordelijke slaglinie naar voren. Van rechts naar links werden de brigades geleid door brigadegeneraal Daniel E. Sickles, brigadegeneraal Cuvier Grover (beiden van Hookers divisie) en brigadegeneraal John C. Robinson van Kearny’s divisie. Hoewel Robinson en Grover goede vooruitgang maakten, ondervond Sickles moeilijkheden om vooruitgang te maken. Daarna botste hij dan ook nog om Zuidelijke verzet. Dit maakte dat de Noordelijke slaglinie geen orde meer kende. Huger zag dit en voerde en tegenaanval uit met de brigade van Ambrose R. Wright tegen Grovers brigade.
Om de verwarring compleet te maken droeg een Georgia regiment van Wright rode Zouave uniformen. Veel van Grovers soldaten dachten dat dit Noordelijke Zouave-eenheden waren, daarom aarzelden ze om het vuur te openen. Toen ze uiteindelijk beseften dat Noordelijke eenheden niet uit de richting van Richmond zouden aankomen, openden ze het vuur. Op een cruciaal moment in de gevechten vuurde de 25th North Carolina een perfect salvo waardoor Sickles’ brigade brak en de 71st New York het op een lopen zette.
Nadat Heintzelman op de hoogte gebracht werd van Sickles’ problemen stuurde hij versterkingen naar voren. Hij stuurde eveneens een telegram naar McClellan die 5 km verderop was. McClellan, onvoldoende op de hoogte van de details, stuurde om 10.30u een telegram om de aanval te stoppen. De soldaten trokken zich vol ongeloof terug naar hun stellingen. McClellan stuurde een bericht dat hij persoonlijk naar het front zou vertrekken. Dit veroorzaakte een 2,5 uur durend kalm moment. Rond 13.00u zag McClellan dat het al bij al nog meeviel en gaf het bevel voor een nieuwe aanval. De gevechten duurden voort tot het invallen van de duisternis.

## Gevolgen
Deze kleine veldslag was het enige tactische offensief die McClellan liet uitvoeren tegen Richmond. Hij had maar 600 meter terreinwinst geboekt en daarbij meer dan 1.000 soldaten verloren. Deze aanval was niet krachtig genoeg om de offensieve plannen van Lee te doen ontsporen. De volgende dag nam Lee het initiatief over en viel aan ten noorden van de Chickahominy nabij Mechanicsville (Beaver Dam Creek). Dit zou de terugtocht van het Noordelijke leger inluiden.